# Dendroprionomys rousseloti
Dendroprionomys rousseloti är en däggdjursart som beskrevs av Francis Petter 1966. Dendroprionomys rousseloti är ensam i släktet Dendroprionomys som ingår i familjen Nesomyidae. Inga underarter finns listade i Catalogue of Life.
Denna trädmus upptäcktes i en ansamling av bambuväxter i Brazzavilles djurpark. På grund av tändernas konstruktion antas att Dendroprionomys rousseloti har insekter som föda. Hittills är bara åtta individer av arten kända och alla hittades i samma djurpark.
Artens holotyp har en kroppslängd (huvud och bål) av 77 mm och en svanslängd av 108 mm. Den långa svansen används troligen som gripverktyg. Den korta, täta och mjuka pälsen är på ovansidan brun och vid buken ljusgrå till vit. Även huvudet har en brun ovansida och en vitaktig undersida. På varje sida går en svartbrun strimma från nosen till ögat. Vid handen saknas tummen och även det femte fingret är litet. Fingrarna är utrustade med korta klor. Vid bakfoten är den första tån kort och den femte tån motsättlig. Alla tår, med undantag av den första, bär långa klor.
Brazzavilles djurpark ligger i en skog med sandig mark. Det antas starkt att arten förekommer utanför parken. IUCN kategoriserar arten globalt som otillräckligt studerad (DD).